# Buddhika Mendis
Yange Oshanka Buddhika Mendis (sinh ngày 22 tháng 6 năm 1979) là 1 vận động viên cricket người Sri Lanka. A là 1 left-handed batsman, off spin bowler và cũng là wicket-keeper, anh chơi cho đội tuyển quốc gia Singapore từ năm 2002 thi đấu first-class và List A cricket cho Bloomfield Cricket and Athletic Club ở quê nhà Sri Lanka.

## Biography
Anh sinh ở Sri Lanka năm 1979, Buddhika Mendis bắt đầu sự nghiệp với đội Bloomfield Cricket and Athletic Club, anh chơi trận first-class đầu tiên đối đầu với Nondescripts Cricket Club vào tháng năm 1999. Anh chơi tất cả sáu trận first-class, sau đó là 4 trận List A.
Sau đó anh chuyển tới Singapore và thi đấu cho đội tuyển quốc gia từ năm 2002 tại giải Stan Nagaiah Trophy và one-day series đối đầu với Malaysia. He thi đấu series này mỗi năm cho tới 2007.
He chơi giải ACC Trophy ở Kuala Lumpur năm 2004, và cũng chơi ACC Fast Track Countries Tournament đối đầu với Nepal và Hong Kong. Sau đó anh chơi ACC Fast Track Nations Tournament với Malaysia và Hong Kong.
Năm 2006, anh thi đấu ACC Trophy ở Kuala Lumpur, và 1 trận ACC Premier League với Nepal. He chơi giải Saudara Cup với Malaysia lần đầu tiên vào năm 2007, và cũng chơi ACC Twenty20 Cup ở Kuwait cùng năm. He là người thi đấu nhiều nhất cho Singapore ở giải Division Five của World Cricket League tại Jersey năm 2008.